# Mueang Loei (huyện)
Mueang Loei (tiếng Thái: เมืองเลย) là huyện thủ phủ (Amphoe Mueang) của tỉnh Loei, đông bắc Thái Lan.

## Địa lý
Các huyện giáp ranh (từ phía bắc theo chiều kim đồng hồ) là Chiang Khan, Pak Chom, Na Duang, Erawan, Wang Saphung, Phu Ruea và Tha Li của tỉnh Loei.
Nguồn nước chính ở đây là sôngLoei.

## Lịch sử
Huyện này đã là một trong năm huyện ban đầu của tỉnh Loei lập năm 1897 trong cuộc cải cách hành chính thesaphiban. Đầu tiên được đặt tên Kut Pong theo tambon trung tâm, tên đã được đổi thành Mueang Loei.

## Hành chính
Huyện này được chia thành 14 phó huyện (tambon), các đơn vị này lại được chia ra thành 130 làng (muban). Thị xã (thesaban mueang) Loei nằm trên toàn bộ tambon Kut Pong. Có 2 thị trấn (thesaban tambon) - Na O nằm trên toàn bộ tambon Na O, và Nam Suai nằm trên một phần của tambon Nam Suai. Có 13 Tổ chức hành chính tambon.
| STT | Tên          | Tên tiếng Thái | Số làng | Dân số |  |
| --- | ------------ | -------------- | ------- | ------ |  |
| 1.  | Kut Pong     | กุดป่อง          | 1       | 22.677 |  |
| 2.  | Mueang       | เมือง           | 12      | 10.678 |  |
| 3.  | Na O         | นาอ้อ           | 9       | 6.051  |  |
| 4.  | Kok Du       | กกดู่            | 10      | 6.567  |  |
| 5.  | Nam Man      | น้ำหมาน         | 6       | 3.612  |  |
| 6.  | Siao         | เสี้ยว           | 6       | 3.287  |  |
| 7.  | Na An        | นาอาน          | 12      | 11.184 |  |
| 8.  | Na Pong      | นาโป่ง          | 14      | 9.609  |  |
| 9.  | Na Din Dam   | นาดินดำ         | 14      | 10.460 |  |
| 10. | Nam Suai     | น้ำสวย          | 11      | 9.728  |  |
| 11. | Chaiyaphruek | ชัยพฤกษ์         | 11      | 6.449  |  |
| 12. | Na Khaem     | นาแขม          | 8       | 6.642  |  |
| 13. | Si Song Rak  | ศรีสองรัก        | 11      | 7.610  |  |
| 14. | Kok Thong    | กกทอง          | 5       | 2.485  |  |